# Piràmide G1-d
La piràmide G1-d (també coneguda amb les sigles G Id, G1d o GId) és una de les quatre piràmides subsidiàries que hi ha al sector oriental de la necròpoli de Guiza. Es va descobrir el 1993 durant els treballs que es duien a terme per eliminar una carretera propera a la piràmide G1 (la Gran Piràmide de Guiza). Es troba a uns 25 m al sud-est de l’angle sud-est de la Gran Piràmide i a uns 7 m a l’oest de les piràmides subsidiàries G1-b i G1-c.
Les runes de la piràmide ocupen 24 m². Tota la maçoneia del nucli de la piràmide havien estat eliminats en temps antics. El que queda del nucli de la superestructura són dos fileres de pedra. També hi havia hagut una subestructura en forma d’U, però va ser destruïda a l’antiguitat. Durant l'excavació s'hi va trobar la pedra del vèrtex real de la piràmide (o piramidó), una sola peça de pedra calcària fina de qualitat Tura. És el segon piramidó més antic trobat; el més antic pertanyia a la piràmide roja de Sneferu, descoberta per Rainer Stadelmann a Dahshur. Aquesta rara troballa s’ha deixat al seu lloc.
S'hi va trobar una inscripció escrita amb pintura vermella a la superfície interior d’un bloc situat a la paret sud. La notació diu: imy rsy S3. Aquesta pintada, que significa "al costat sud (posterior)", probablement era la que indicava als encarregats de les pedres on havia d'anar col·locat el bloc.
Els estudiosos debaten quin va ser el propòsit d'aquesta pir̟àmide. Se n'han donat diverses explicacionsː 
- era pel Ka del rei
- representa al rei com a governant de l'Alt Egipte
- va servir per a les vísceres del rei
- és una sala fictícia per al festival Sed
- té una funció solar

Zahi Hawass, que va liderar el descobriment de la piràmide, va proposar que aquesta piràmide subsidiària s'utilitzava simbòlicament com a vestuari del festival Sed.

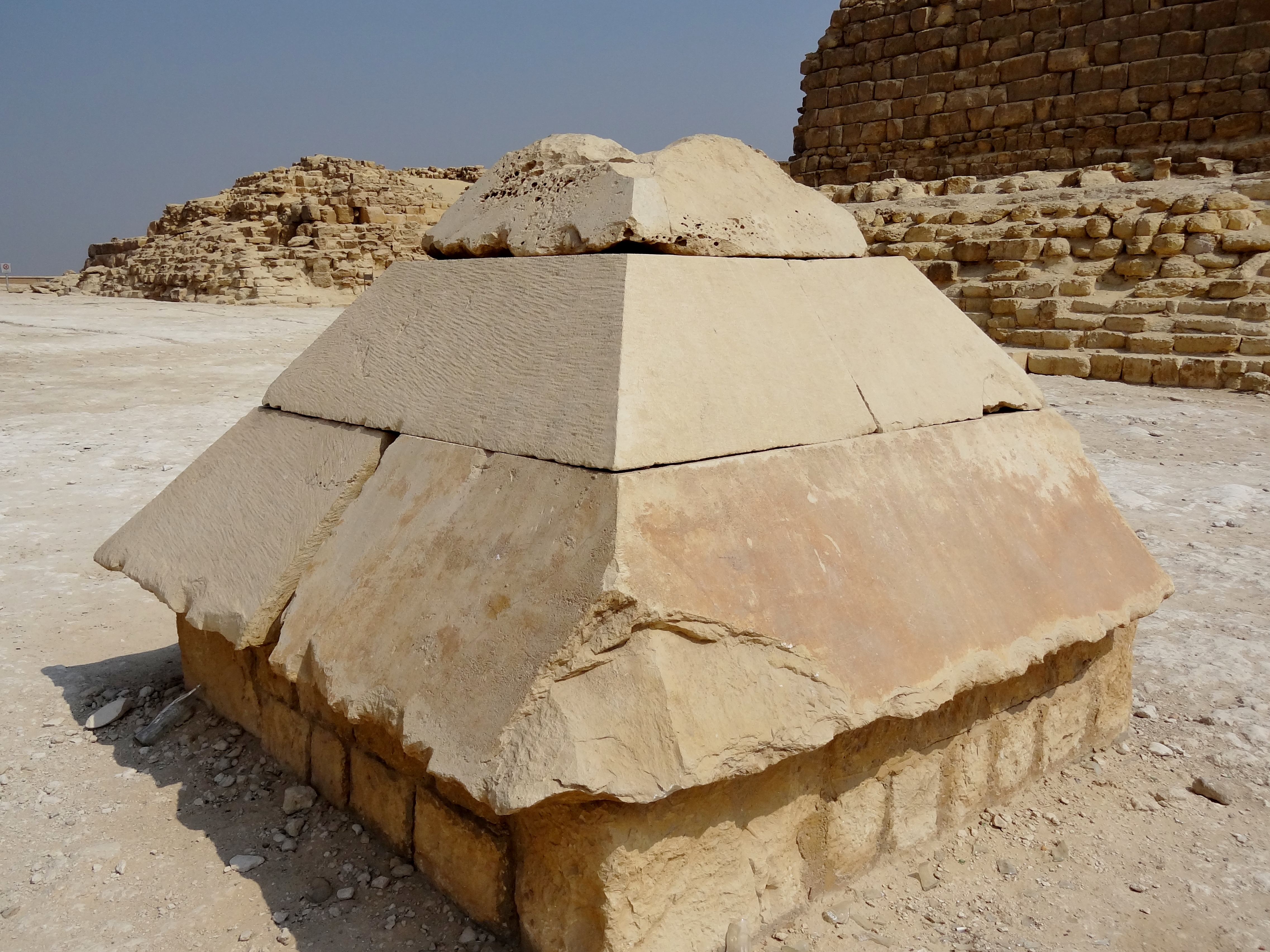
Piramidó de la G1-d.
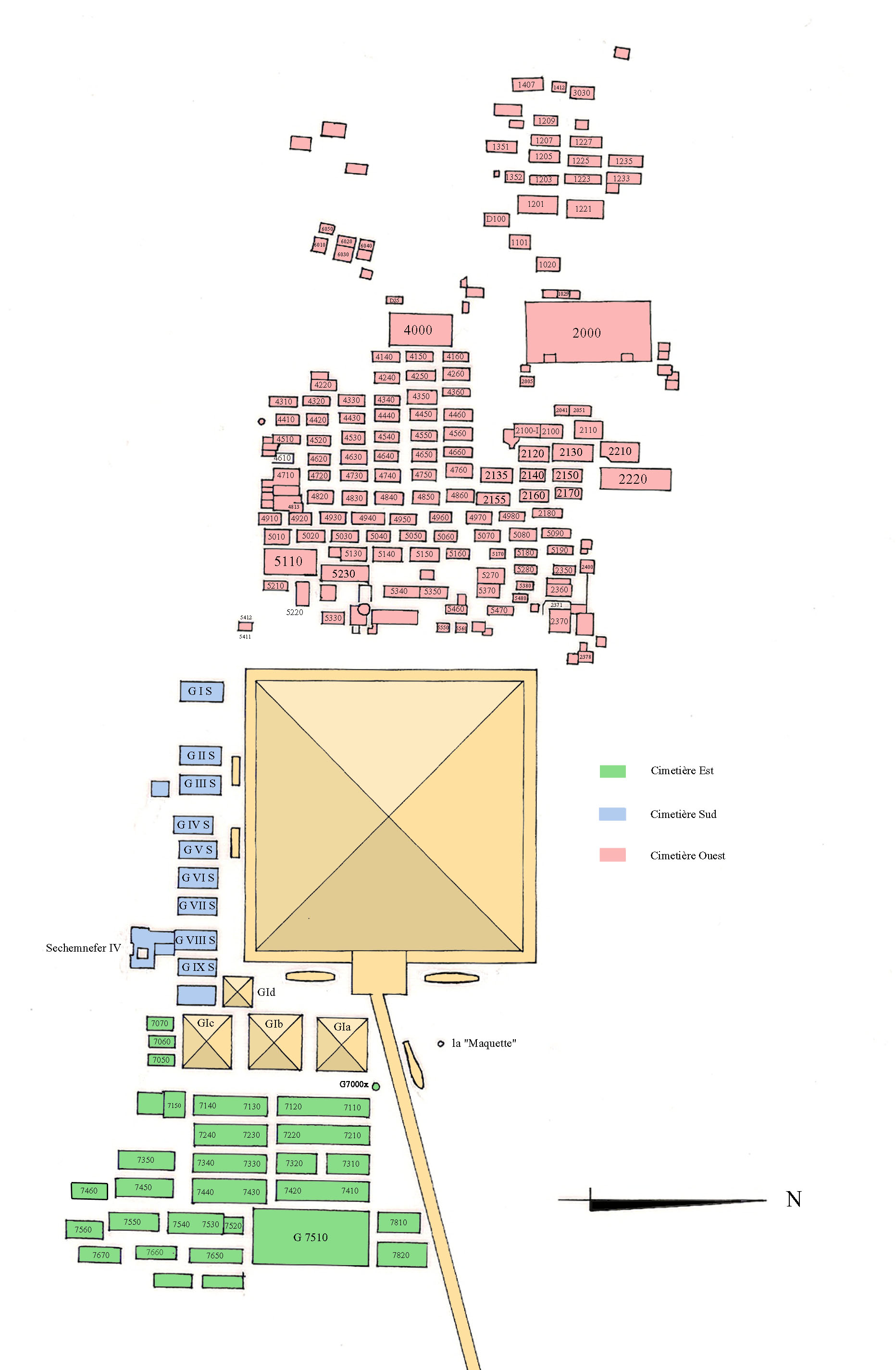
Plànol general que mostra la ubicació de la piràmide.
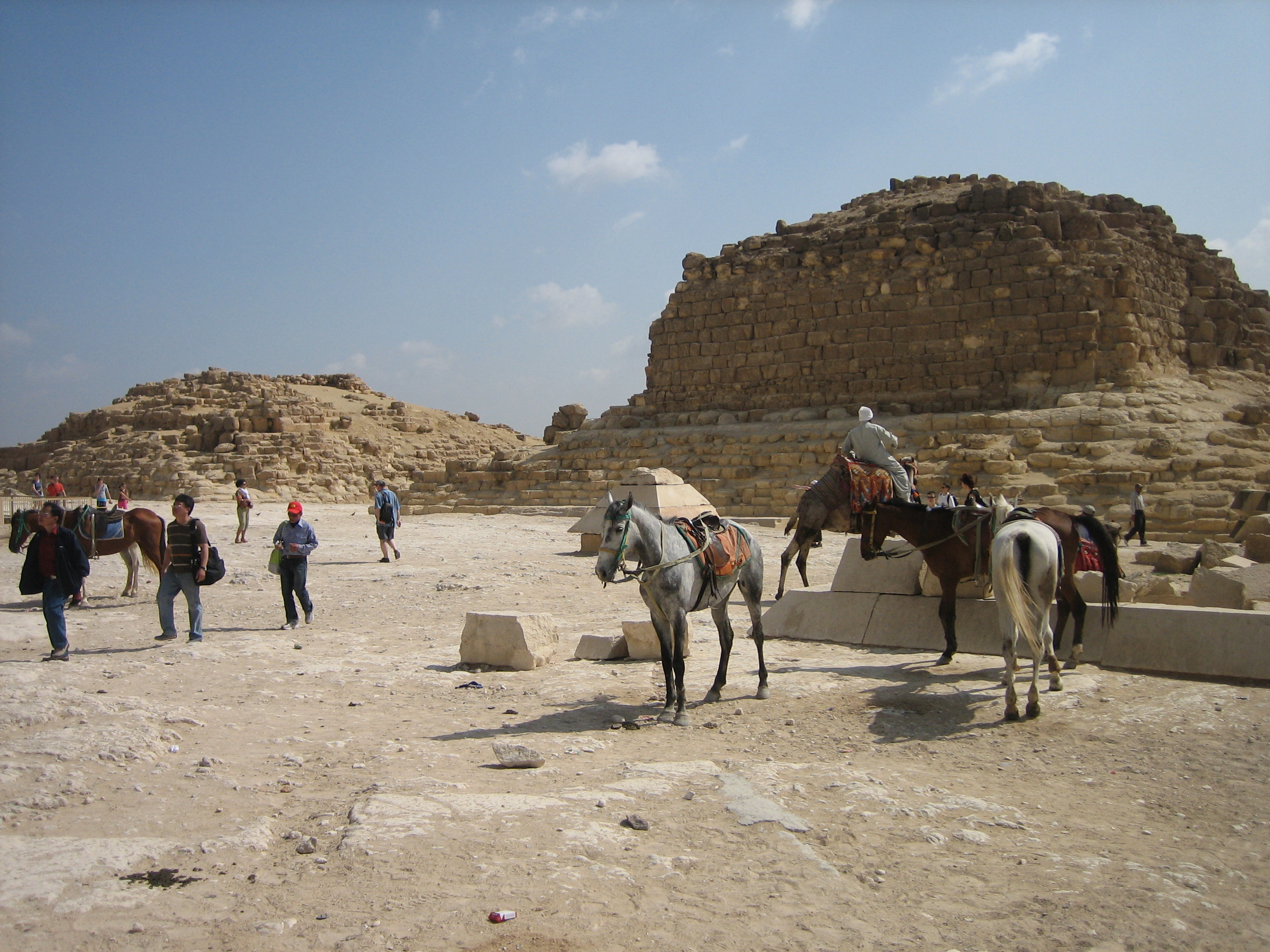
Piramidó (al centre de la imatge) i la base (a la dreta, darrere dels cavalls). De fons es poden veure les piràmides subsidiàries G1-b (a la dreta) i G1-a (a l'esquerra).